# Oviduto

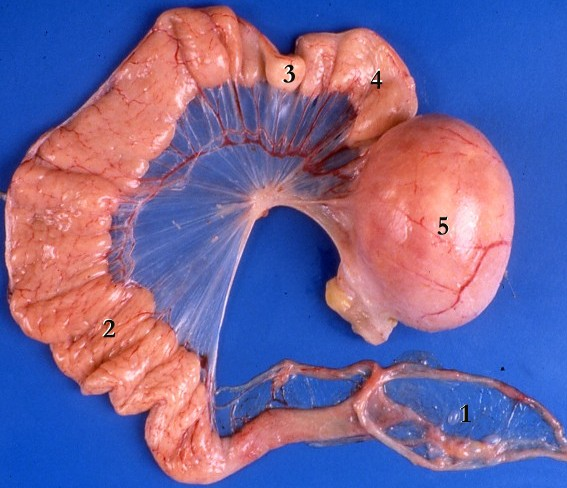
Oviduto de uma galinha
1. Infundíbulo, 2. Magno, 3. Istmo, 4. Útero, 5. Vagina (com um ovo dentro)

Em animais ovíparos (aqueles que põem ovos), oviduto é o canal pelo qual o ovo passa dos ovários para  fora do corpo. 
O oviduto em pássaros é dividido em diversas partes:
- Infundíbulo (formação de calazífera, lugar da fertilização)
- Magno (formação da parte branca do ovo)
- Istmo (formação da membrana da casca)
- Útero (formação da casca do ovo)
- Vagina (formação da cutícula)

Em mamíferos, que evoluíram de répteis, o oviduto se tornou as tubas uterinas, o útero e a vagina. O ovo não passa por todo esse caminho, mas se aloja no útero. Nesses animais, o termo oviduto não deve ser usado.